# Perfect Crime (1997)
Perfect Crime is een Amerikaanse televisiefilm uit 1997 onder regie van Robert Michael Lewis, die op 9 juli 1997 in première ging op USA. Het verhaal is gebaseerd op waargebeurde feiten.

## Verhaal
Joanne Jensen (Mitzi Kapture) is een NCIS-agente belast met het onderzoek naar de verdwijning van kapitein Darnell Russell (Jasmine Guy). Ze verdenkt meteen Darnells echtgenoot Robert (Nick Searcy) van de moord op zijn vrouw, maar omdat er geen fysiek bewijs noch een lichaam gevonden is, moet ze militair personeel ondervragen die allemaal een verschillende mening hebben over de gebeurtenissen en omstandigheden rond de moord.

## Rolverdeling
| Acteur               | Personage             |
| -------------------- | --------------------- |
| Mitzi Kapture        | Joanne Jensen         |
| Jasmine Guy          | Capt. Darnell Russell |
| Nick Searcy          | Robert Russell        |
| Scott Allan Campbell | Rick Grim             |
| Mike Pniewski        | Ed Solarz             |
| Mitchell Laurance    | Kenneth Rowan         |
| Elizabeth Omilami    | Mrs. Lewis            |
| Andrew Masset        | John Milne            |
| Rhoda Griffis        | Gia                   |
| Scott Lawrence       | Capt. Jackson         |

## Trivia
De film is gebaseerd op het waargebeurde verhaal van de verdwijning van kapitein Shirley Gibbs Russell uit Quantico (Virginia) op 4 maart 1989. Haar man, Robert Peter Russell, werd gearresteerd, berecht en veroordeeld voor haar moord nadat de overheid een 26-stappen "recept voor moord" ontdekte tussen zijn persoonlijke spullen. De theorie van de overheid was dat ze achter haar oor werd doodgeschoten door haar man met een .25 kaliber pistool en dat haar lichaam vervolgens werd gedumpt in een verlaten mijnschacht in Pennsylvania. Haar lichaam is nooit gevonden.